# Shinji Ono
Shinji Ono (小野 伸二?, Ono Shinji; Numazu, 27 settembre 1979) è un ex calciatore giapponese, di ruolo centrocampista.
Nel 2002 è stato eletto Calciatore asiatico dell'anno. Dal 2001 al 2006 ha giocato nel Feyenoord, nella prima divisione olandese, vincendo la Coppa UEFA nel 2002, partecipando da titolare anche in finale.

## Caratteristiche tecniche
È un trequartista destro, capace di andare a rete calciando anche di sinistro, in possesso di un'ottima tecnica individuale e buona visione di gioco. Oltre a disporre di una buona potenza di tiro, sa calciare con un'ottima precisione, infatti riesce a trovare il gol effettuando tiri a lunga distanza, anche da fuori area, oltre a essere bravo nell'assist. Grazie alla sua abilità nei calci piazzati, è capace di segnare bene in punizione, ma soprattutto in calcio di rigore, infatti è un rigorista affidabile.
La sua carriera è stata spesso costellata da numerosi infortuni che ne hanno limitato l'utilizzo con continuità.

## Carriera

### Club

#### Urawa Red Diamonds e Feyenoord
Cresciuto nella prefettura di Shizuoka, inizia a giocare nella J1 League (la massima serie calcistica giapponese) con la maglia degli Urawa Red Diamonds nel 1998 e segna 9 reti nella prima stagione da professionista.
Acquistato nel 2001 dal Feyenoord Rotterdam, prende parte alla Coppa UEFA 2001-2002, in cui il club di Rotterdam supera ai quarti di finale i connazionali del PSV Eindhoven. Ambo le sfide finiscono con il risultato di 1-1 e il Feyenoord si impone per 5-4 ai tiri di rigore: Ono segnerà il primo rigore per la sua squadra, che in finale vincerà per 3-2 contro il Borussia Dortmund, con Ono schierato come titolare, sostituito all'85º minuto da Ferry de Haan. Ono diviene così il primo calciatore giapponese a vincere un trofeo continentale europeo. Durante la propria militanza nel Feyenoord si infortunerà in più occasioni e perderà molte partite.
Nel 2006 viene torna a giocare nell'Urawa Red Diamonds, con cui vince in quell'anno la J1 League. Nel 2007 gioca la AFC Champions League. Non giocherà la finale contro il Sepahan, che finirà con la vittoria dei suoi compagni, dopo il pareggio della gara di andata.

#### Bochum e Shimizu S-Pulse
Prelevato nel 2007 dal Bochum, in Bundesliga, non consegue dei risultati molto brillanti, avendo subito anche degli infortuni.
Nel 2010, anche per esigenze personali, per stare accando alla moglie e ai figli, torna in Giappone, dove gioca con lo Shimizu S-Pulse per tre stagioni.

#### Western Sydney
Trasferitosi in Australia, al Western Sydney, nel 2012, gioca nella A-League. Con le sue reti guida la squadra sino alla finale del campionato, grazie al successo in semifinale contro il Brisbane Roar, contro cui realizza il gol del 2-0, ma il Western Sydney perderà per 2-0 la finale contro il Central Coast Mariners.

#### Consadole Sapporo e FC Ryūkyū
Nel 2014 torna in Giappone: gioca in J2 League con il Consadole Sapporo e nel 2016 ottiene con i compagni la promozione in prima divisione. Tornerà a giocare in seconda divisione con il FC Ryūkyū e successivamente, nel 2021 potrà vestire ancora una volta la maglia del Consadole Sapporo in prima divisione. Durante la Coppa dell'Imperatore segnerà un gol con un calcio di punizione battendo per 5-3 il Sony Sendai facendo di lui il calciatore più anziano ad aver segnato nella storia del torneo superando Taizō Kawamoto. Nel 2023 si ritira dal calcio.

### Nazionale
All'età di 18 anni ha preso parte al Mondiale 1998 con la nazionale giapponese, facendo di lui il calciatore nipponico più giovane a prendere parte alla coppa del mondo. L'anno successivo giocherà nella Nazionale Under 20 al mondiale in Nigeria, dove il Giappone otterrà l'argento arrivando per la prima volta in finale, Ono segnerà la rete del 2-0 contro l'Inghilterra e contro il Messico.
Riuscirà a laurearsi campione d'Asia vincendo la Coppa d'Asia 2000, segnando il suo primo gol in nazionale maggiore contro l'Arabia Saudita nella partita vinta 4-1, per poi giocare ancora una volta contro l'Arabia Saudita in finale vincendo per 1-0: Ono è entrato in partita al 89° sostituendo Hiroaki Morishima.
Verrà convocato per partecipare alla FIFA Confederations Cup 2001 segnando su punizione il gol del 1-0 contro il Canada nella partita che i giapponesi vinceranno 3-0. Nel 2004 viene convocato come fuori quota nella nazionale olimpica alle Olimpiadi in Grecia, dove il Giappone sarà eliminato come ultima squadra del suo girone, Ono segnerà due rigori nella partita persa contro il Paraguay per 4-3.
Segnerà la rete del 1-1 contro l'Inghilterra nella partita amichevole che finirà in pareggio.

## Statistiche

### Cronologia presenze e reti in nazionale
| Cronologia completa delle presenze e delle reti in nazionale ― Giappone | Cronologia completa delle presenze e delle reti in nazionale ― Giappone | Cronologia completa delle presenze e delle reti in nazionale ― Giappone | Cronologia completa delle presenze e delle reti in nazionale ― Giappone | Cronologia completa delle presenze e delle reti in nazionale ― Giappone | Cronologia completa delle presenze e delle reti in nazionale ― Giappone | Cronologia completa delle presenze e delle reti in nazionale ― Giappone | Cronologia completa delle presenze e delle reti in nazionale ― Giappone |
| Data                                                                    | Città                                                                   | In casa                                                                 | Risultato                                                               | Ospiti                                                                  | Competizione                                                            | Reti                                                                    | Note                                                                    |
| ----------------------------------------------------------------------- | ----------------------------------------------------------------------- | ----------------------------------------------------------------------- | ----------------------------------------------------------------------- | ----------------------------------------------------------------------- | ----------------------------------------------------------------------- | ----------------------------------------------------------------------- | ----------------------------------------------------------------------- |
| 1-4-1998                                                                | Seul                                                                    | Corea del Sud                                                           | 2 – 1                                                                   | Giappone                                                                | Amichevole                                                              | -                                                                       |                                                                         |
| 24-5-1998                                                               | Yokohama                                                                | Giappone                                                                | 0 – 0                                                                   | Rep. Ceca                                                               | Amichevole                                                              | -                                                                       |                                                                         |
| 31-5-1998                                                               | Losanna                                                                 | Messico                                                                 | 2 – 1                                                                   | Giappone                                                                | Amichevole                                                              | -                                                                       |                                                                         |
| 26-6-1998                                                               | Lione                                                                   | Giamaica                                                                | 2 – 1                                                                   | Giappone                                                                | Mondiali 1998 - 1º turno                                                | -                                                                       |                                                                         |
| 5-2-2000                                                                | Hong Kong                                                               | Messico                                                                 | 1 – 0                                                                   | Giappone                                                                | Amichevole                                                              | -                                                                       |                                                                         |
| 13-2-2000                                                               | Macao                                                                   | Singapore                                                               | 0 – 3                                                                   | Giappone                                                                | Qual. Coppa d'Asia 2000                                                 | -                                                                       |                                                                         |
| 16-2-2000                                                               | Macao                                                                   | Brunei                                                                  | 0 – 9                                                                   | Giappone                                                                | Qual. Coppa d'Asia 2000                                                 | -                                                                       |                                                                         |
| 20-2-2000                                                               | Macao                                                                   | Macao                                                                   | 0 – 3                                                                   | Giappone                                                                | Qual. Coppa d'Asia 2000                                                 | -                                                                       |                                                                         |
| 15-3-2000                                                               | Kōbe                                                                    | Giappone                                                                | 0 – 0                                                                   | Cina                                                                    | Amichevole                                                              | -                                                                       |                                                                         |
| 16-8-2000                                                               | Hiroshima                                                               | Giappone                                                                | 3 – 1                                                                   | Emirati Arabi Uniti                                                     | Amichevole                                                              | -                                                                       |                                                                         |
| 14-10-2000                                                              | Sidone                                                                  | Arabia Saudita                                                          | 1 – 4                                                                   | Giappone                                                                | Coppa d'Asia 2000 - 1º turno                                            | 1                                                                       |                                                                         |
| 17-10-2000                                                              | Sidone                                                                  | Uzbekistan                                                              | 1 – 8                                                                   | Giappone                                                                | Coppa d'Asia 2000 - 1º turno                                            | -                                                                       |                                                                         |
| 20-10-2000                                                              | Beirut                                                                  | Qatar                                                                   | 1 – 1                                                                   | Giappone                                                                | Coppa d'Asia 2000 - 1º turno                                            | -                                                                       |                                                                         |
| 24-10-2000                                                              | Beirut                                                                  | Iraq                                                                    | 1 – 4                                                                   | Giappone                                                                | Coppa d'Asia 2000 - Quarti di finale                                    | -                                                                       |                                                                         |
| 29-10-2000                                                              | Beirut                                                                  | Arabia Saudita                                                          | 0 – 1                                                                   | Giappone                                                                | Coppa d'Asia 2000 - Finale                                              | -                                                                       |                                                                         |
| 20-12-2000                                                              | Tokyo                                                                   | Giappone                                                                | 1 – 1                                                                   | Corea del Sud                                                           | Amichevole                                                              | -                                                                       |                                                                         |
| 31-5-2001                                                               | Niigata                                                                 | Giappone                                                                | 3 – 0                                                                   | Canada                                                                  | Conf. Cup 2001 - 1º turno                                               | 1                                                                       |                                                                         |
| 2-6-2001                                                                | Niigata                                                                 | Giappone                                                                | 2 – 0                                                                   | Camerun                                                                 | Conf. Cup 2001 - 1º turno                                               | -                                                                       |                                                                         |
| 4-6-2001                                                                | Kashima                                                                 | Giappone                                                                | 0 – 0                                                                   | Brasile                                                                 | Conf. Cup 2001 - 1º turno                                               | -                                                                       |                                                                         |
| 7-6-2001                                                                | Yokohama                                                                | Giappone                                                                | 1 – 0                                                                   | Australia                                                               | Conf. Cup 2001 - Semifinale                                             | -                                                                       |                                                                         |
| 10-6-2001                                                               | Yokohama                                                                | Giappone                                                                | 0 – 1                                                                   | Francia                                                                 | Conf. Cup 2001 - Finale                                                 | -                                                                       |                                                                         |
| 1-7-2001                                                                | Sapporo                                                                 | Giappone                                                                | 2 – 0                                                                   | Paraguay                                                                | Amichevole                                                              | -                                                                       |                                                                         |
| 4-7-2001                                                                | Ōita                                                                    | Giappone                                                                | 1 – 0                                                                   | Jugoslavia                                                              | Amichevole                                                              | -                                                                       |                                                                         |
| 7-10-2001                                                               | Southampton                                                             | Nigeria                                                                 | 2 – 2                                                                   | Giappone                                                                | Amichevole                                                              | -                                                                       |                                                                         |
| 7-11-2001                                                               | Saitama                                                                 | Giappone                                                                | 1 – 1                                                                   | Italia                                                                  | Amichevole                                                              | -                                                                       |                                                                         |
| 27-3-2002                                                               | Łódź                                                                    | Polonia                                                                 | 0 – 2                                                                   | Giappone                                                                | Amichevole                                                              | -                                                                       |                                                                         |
| 14-5-2002                                                               | Oslo                                                                    | Norvegia                                                                | 3 – 0                                                                   | Giappone                                                                | Amichevole                                                              | -                                                                       |                                                                         |
| 25-5-2002                                                               | Tokyo                                                                   | Giappone                                                                | 1 – 1                                                                   | Svezia                                                                  | Amichevole                                                              | -                                                                       |                                                                         |
| 4-6-2002                                                                | Saitama                                                                 | Giappone                                                                | 2 – 2                                                                   | Belgio                                                                  | Mondiali 2002 - 1º turno                                                | -                                                                       |                                                                         |
| 9-6-2002                                                                | Yokohama                                                                | Giappone                                                                | 1 – 0                                                                   | Russia                                                                  | Mondiali 2002 - 1º turno                                                | -                                                                       |                                                                         |
| 14-6-2002                                                               | Osaka                                                                   | Giappone                                                                | 2 – 0                                                                   | Tunisia                                                                 | Mondiali 2002 - 1º turno                                                | -                                                                       |                                                                         |
| 18-6-2002                                                               | Sendai                                                                  | Giappone                                                                | 0 – 1                                                                   | Turchia                                                                 | Mondiali 2002 - Ottavi di finale                                        | -                                                                       |                                                                         |
| 16-10-2002                                                              | Tokyo                                                                   | Giappone                                                                | 1 – 1                                                                   | Giamaica                                                                | Amichevole                                                              | 1                                                                       |                                                                         |
| 28-3-2003                                                               | Tokyo                                                                   | Giappone                                                                | 2 – 2                                                                   | Uruguay                                                                 | Amichevole                                                              | -                                                                       |                                                                         |
| 10-9-2003                                                               | Niigata                                                                 | Giappone                                                                | 0 – 1                                                                   | Senegal                                                                 | Amichevole                                                              | -                                                                       |                                                                         |
| 8-10-2003                                                               | Tunisi                                                                  | Tunisia                                                                 | 0 – 1                                                                   | Giappone                                                                | Amichevole                                                              | -                                                                       |                                                                         |
| 11-10-2003                                                              | Bucarest                                                                | Romania                                                                 | 1 – 1                                                                   | Giappone                                                                | Amichevole                                                              | -                                                                       |                                                                         |
| 19-11-2003                                                              | Ōita                                                                    | Giappone                                                                | 0 – 0                                                                   | Camerun                                                                 | Amichevole                                                              | -                                                                       |                                                                         |
| 31-3-2004                                                               | Singapore                                                               | Singapore                                                               | 1 – 2                                                                   | Giappone                                                                | Qual. Mondiali 2006                                                     | -                                                                       |                                                                         |
| 28-4-2004                                                               | Praga                                                                   | Rep. Ceca                                                               | 0 – 1                                                                   | Giappone                                                                | Amichevole                                                              | -                                                                       |                                                                         |
| 30-5-2004                                                               | Manchester                                                              | Islanda                                                                 | 2 – 3                                                                   | Giappone                                                                | Amichevole                                                              | -                                                                       |                                                                         |
| 1-6-2004                                                                | Manchester                                                              | Inghilterra                                                             | 1 – 1                                                                   | Giappone                                                                | Amichevole                                                              | 1                                                                       |                                                                         |
| 9-6-2004                                                                | Saitama                                                                 | Giappone                                                                | 7 – 0                                                                   | India                                                                   | Qual. Mondiali 2006                                                     | -                                                                       |                                                                         |
| 8-9-2004                                                                | Kolkata                                                                 | India                                                                   | 0 – 4                                                                   | Giappone                                                                | Qual. Mondiali 2006                                                     | 1                                                                       |                                                                         |
| 13-10-2004                                                              | Mascate                                                                 | Oman                                                                    | 0 – 1                                                                   | Giappone                                                                | Qual. Mondiali 2006                                                     | -                                                                       |                                                                         |
| 25-3-2005                                                               | Tehran                                                                  | Iran                                                                    | 2 – 1                                                                   | Giappone                                                                | Qual. Mondiali 2006                                                     | -                                                                       |                                                                         |
| 27-5-2005                                                               | Tokyo                                                                   | Giappone                                                                | 0 – 1                                                                   | Emirati Arabi Uniti                                                     | Amichevole                                                              | -                                                                       |                                                                         |
| 10-2-2006                                                               | San Francisco                                                           | Stati Uniti                                                             | 3 – 2                                                                   | Giappone                                                                | Amichevole                                                              | -                                                                       |                                                                         |
| 18-2-2006                                                               | Shizuoka                                                                | Giappone                                                                | 2 – 0                                                                   | Finlandia                                                               | Amichevole                                                              | -                                                                       |                                                                         |
| 22-2-2006                                                               | Yokohama                                                                | Giappone                                                                | 6 – 0                                                                   | India                                                                   | Qual. Coppa d'Asia 2007                                                 | 1                                                                       |                                                                         |
| 28-2-2006                                                               | Dortmund                                                                | Bosnia ed Erzegovina                                                    | 2 – 2                                                                   | Giappone                                                                | Amichevole                                                              | -                                                                       |                                                                         |
| 30-3-2006                                                               | Ōita                                                                    | Giappone                                                                | 1 – 0                                                                   | Ecuador                                                                 | Amichevole                                                              | -                                                                       |                                                                         |
| 9-5-2006                                                                | Osaka                                                                   | Giappone                                                                | 1 – 2                                                                   | Bulgaria                                                                | Amichevole                                                              | -                                                                       |                                                                         |
| 13-5-2006                                                               | Saitama                                                                 | Giappone                                                                | 0 – 0                                                                   | Scozia                                                                  | Amichevole                                                              | -                                                                       |                                                                         |
| 4-6-2006                                                                | Düsseldorf                                                              | Malta                                                                   | 0 – 1                                                                   | Giappone                                                                | Amichevole                                                              | -                                                                       |                                                                         |
| 12-6-2006                                                               | Kaiserslautern                                                          | Australia                                                               | 3 – 1                                                                   | Giappone                                                                | Mondiali 2006 - 1º turno                                                | -                                                                       |                                                                         |
| 20-8-2008                                                               | Sapporo                                                                 | Giappone                                                                | 1 – 3                                                                   | Uruguay                                                                 | Amichevole                                                              | -                                                                       |                                                                         |
| Totale                                                                  |                                                                         | Presenze                                                                | 56                                                                      |                                                                         | Reti                                                                    | 6                                                                       |                                                                         |

| Cronologia completa delle presenze e delle reti in nazionale ― Giappone Olimpica | Cronologia completa delle presenze e delle reti in nazionale ― Giappone Olimpica | Cronologia completa delle presenze e delle reti in nazionale ― Giappone Olimpica | Cronologia completa delle presenze e delle reti in nazionale ― Giappone Olimpica | Cronologia completa delle presenze e delle reti in nazionale ― Giappone Olimpica | Cronologia completa delle presenze e delle reti in nazionale ― Giappone Olimpica | Cronologia completa delle presenze e delle reti in nazionale ― Giappone Olimpica | Cronologia completa delle presenze e delle reti in nazionale ― Giappone Olimpica |
| Data                                                                             | Città                                                                            | In casa                                                                          | Risultato                                                                        | Ospiti                                                                           | Competizione                                                                     | Reti                                                                             | Note                                                                             |
| -------------------------------------------------------------------------------- | -------------------------------------------------------------------------------- | -------------------------------------------------------------------------------- | -------------------------------------------------------------------------------- | -------------------------------------------------------------------------------- | -------------------------------------------------------------------------------- | -------------------------------------------------------------------------------- | -------------------------------------------------------------------------------- |
| 12-8-2004                                                                        | Salonicco                                                                        | Paraguay                                                                         | 4 – 3                                                                            | Giappone                                                                         | Olimpiadi 2004 - 1º turno                                                        | 2                                                                                |                                                                                  |
| 15-8-2004                                                                        | Volos                                                                            | Giappone                                                                         | 2 – 3                                                                            | Italia                                                                           | Olimpiadi 2004 - 1º turno                                                        | -                                                                                | 24’                                                                              |
| 18-8-2004                                                                        | Volos                                                                            | Giappone                                                                         | 1 – 0                                                                            | Ghana                                                                            | Olimpiadi 2004 - 1º turno                                                        | -                                                                                |                                                                                  |
| Totale                                                                           |                                                                                  | Presenze                                                                         | 3                                                                                |                                                                                  | Reti                                                                             | 2                                                                                |                                                                                  |

## Palmarès

### Club

#### Competizioni nazionali
- Supercoppa del Giappone: 1

Urawa Red Diamonds: 2006
- Campionato giapponese: 1

Urawa Red Diamonds: 2006
- Coppa dell'Imperatore: 1

Urawa Red Diamonds: 2006
- J2 League: 1

Consadole Sapporo: 2016

#### Competizioni internazionali
- Coppa UEFA: 1

Feyenoord: 2001-2002
- AFC Champions League: 1

Urawa Red Diamonds: 2007

### Nazionale
- Campionato asiatico di calcio Under-16: 1

1994
- Coppa d'Asia: 1

2000

### Individuale
- Squadra del campionato giapponese: 1

1998
- Miglior giovane della J.League: 1

1998
- Calciatore asiatico dell'anno: 1

2002